# Emanuel Witz

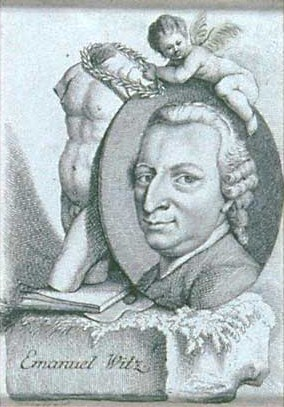
Emanuel Witz

Emanuel Witz (* 27. Juni 1717 in Biel; †  11. Dezember 1797 ebenda) war ein Schweizer Maler.

## Leben
Witz war zunächst Schreiber und kam dann durch seinen Bruder, einen Bildhauer, zum Zeichnen. Er erhielt dann von Johann Rudolf Huber in Bern Zeichenunterricht. 1738 zog er nach Paris, wo er unter Anleitung des Malers Louis Galloche seine Ausbildung fortsetzte. Er war mit Edmé Bouchardon, François Boucher, Pierre-Jacques Cazes, Charles-Joseph Natoire und Charles André van Loo befreundet. Anschliessend wirkte er in Spanien und Portugal als Porträt-, Historien- und Genremaler. Nachdem er in Spanien in Schwierigkeiten geraten war, kehrte er um 1760 nach Biel zurück.